# Все ясно
«Все ясно», також «Всьо ясно» (англ. Everything Is Illuminated, дослівно «Все освітлено») — дебютний роман американського письменника Джонатана Сафрана Фоера, що побачив світ в 2002 році. У 2005 році за романом знято однойменний фільм.
Роман перекладений 15 мовами, включно з українською, та розійшовся накладом у майже 2 мільйони примірників.

## Сюжет
У цьому романі поєднано декілька сюжетних ліній: подорож двадцятирічного американця сучасною Україною, історію єврейського містечка, знищеного під час голокосту, листи не дуже грамотного юного одесита-перекладача про наше сучасне життя (як його собі уявляє автор-американець). З пожовклою фотографією в руках головний герой роману вирушає до далекої, незнаної України, аби знайти людину, яка врятувала його дідуся в роки другої світової війни. Його супутники — ровесник з Одеси, «сліпий» дідусь та пес Семмі Дейвіс Молодший-Молодший. Ця феєрична та непередбачувана подорож обертається на шлях до себе, на пошук відповіді на одвічні питання.

## Мова
Колоритності і деякої гумористичності роману додає стилізація мови спілкування під «рунґліш» — спотворену англійську з російським акцентом та незчисленними недоречними до контексту синонімами. Навіть у назві замість «все ясно» чи «все зрозуміло», вставлене слово «все освітлено». Подібна гра слів надає багатьом абсурдним сценам особливого комічного звучання і сповнює гротескним гумором всю оповідь, в основі якої лежить радше ностальгічно-трагічний пошук головним героєм своїх коренів.
У тексті Дж. С. Фоера також трапляються оригінальні індивідуально-авторські прийоми стилізації під священні тексти, які, на думку літературознавців, вдало передані в українському перекладі.

## Переклад українською
- Джонатан Сафран Фоер. Все ясно. Переклад з англійської: Ростислав Семків. Київ: «Факт», 2005. 428 стор. (серія «Exceptis Excipiendis»). ISBN 978-966-359-063-9
  - (передрук) Джонатан Сафран Фоєр. Всьо ясно. Переклад з англійської: Ростислав Семків. Харків: «КСД», 2017. 320 стор. ISBN 978-617-12-3837-4

## Екранізація
2005 року за романом знято однойменний фільм.